# Nephele obliterans
Nephele obliterans är en fjärilsart som beskrevs av Walker. Nephele obliterans ingår i släktet Nephele och familjen svärmare. Inga underarter finns listade i Catalogue of Life.